# Hydriomena banavahrata
Hydriomena banavahrata är en fjärilsart som beskrevs av Straker 1899. Hydriomena banavahrata ingår i släktet Hydriomena och familjen mätare. Inga underarter finns listade i Catalogue of Life.